# Цвинтар штату Техас
Цвинтар штату Техас (англ. Texas State Cemetery) — один з найбільших цвинтарів Техасу. На ньому поховано багато видатних діячів Техасу.
Цвинтар розташований у місті Остін. Він розділений на дві секції. У меншій містить близько 900 могил видатних техасців, в той час як у більшій понад 7500 поховань ветеранів Громадянської війни в США та їх вдів.

## Історія
Після смерті Едварда Берлесона у 1851 році Законодавчі збори Техасу поховали його на землі, що раніше належала Ендрю Джексону Гамільтону. У 1854 році був встановлений пам'ятник на могилі та куплена навколишня земля. 
У 1864 та 1866 роках було куплено землі для поховань ветеранів.
1986 року цвинтар був внесений до Національного реєстру історичних місць США.

## Видатні особистості, що поховані на цвинтарі
- Джон Айрленд (1827—1896) — американський політик, 18-й губернатор штату Техас, член Демократичної партії.
- Едвард Берлесон (1798—1851) — американський і техаський політичний та військовий діяч, третій віце-президент Техасу.
- Едмунд Девіс (1827—1883) — американський політик, 14-й губернатор штату Техас, член Республіканської партії.
- Барбара Джордан (1936—1996) — американський політик, лідер правозахисного руху «Афро-американські жінки».
- Кріс Кайл (1974—2013) — головний старшина ВМС США. Відомий як найрезультативніший снайпер в історії США.
- Джон Конналлі (1917—1993) — американський політик, міністр військово-морських сил США (1961), міністр фінансів США (1971–1972), у 1963–1969 роках — губернатор Техасу.
- Джеймс Коттон (1935—2017) — американський блюзовий музикант, співак і автор пісень.
- Ден Муді (1893—1966) — американський політик, 30-й губернатор Техасу, член Демократичної партії. Реформатор та противник Ку-клукс-клану.
- Енн Річардс (1933—2006) — американський політик-демократ. У 1991—1995 роках — губернатор Техасу.
- Престон Сміт (1912—2003) — американський політик, 40-й губернатор штату Техас, член Демократичної партії США.
- Джон Тауер (1925—1991) — американський політик, член Республіканської партії. Представляв штат Техас у Сенаті США з 1961 по 1985.
- Стівен Фуллер Остін (1793—1836) — американський державний діяч, одна з ключових фігур в історії Техасу.
- Джеймс Едвард Ферґюсон (1871—1944) — американський політик,, 26-й губернатор штату Техас, член Демократичної партії.
- Міріам Ферґюсон (1875—1961) — американський політик, 29-й та 32-й губернатор штату Техас, член Демократичної партії.
- Ендрю Джексон Г'юстон (1854—1941) — американський політик, сенатор США від штату Техас, член Демократичної партії США, син відомого політичного і військового діяча Сема Г'юстона.
- Аллан Шіверс (1907—1985) — американський політик, 37-й губернатор штату Техас.

## Світлини

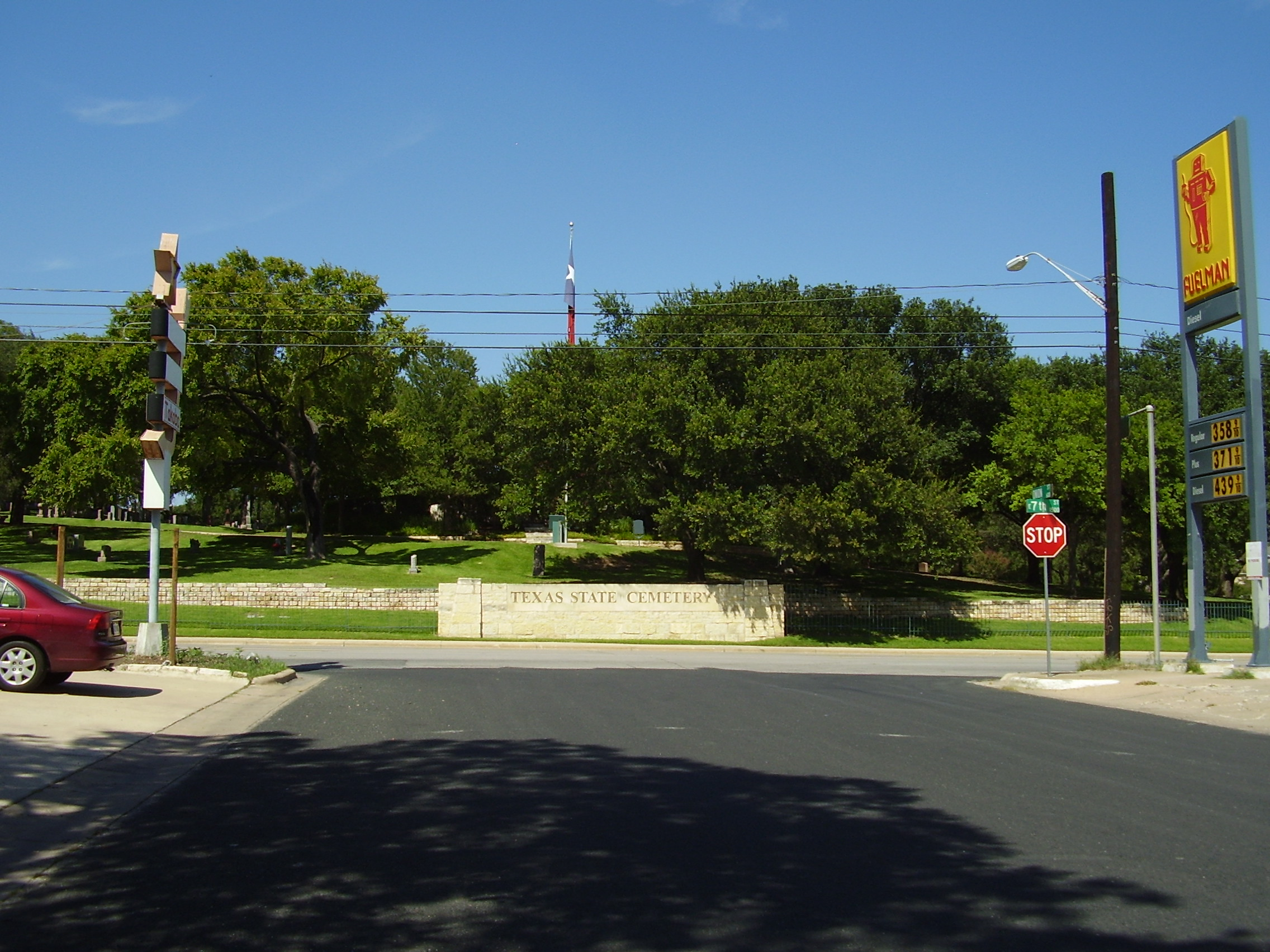
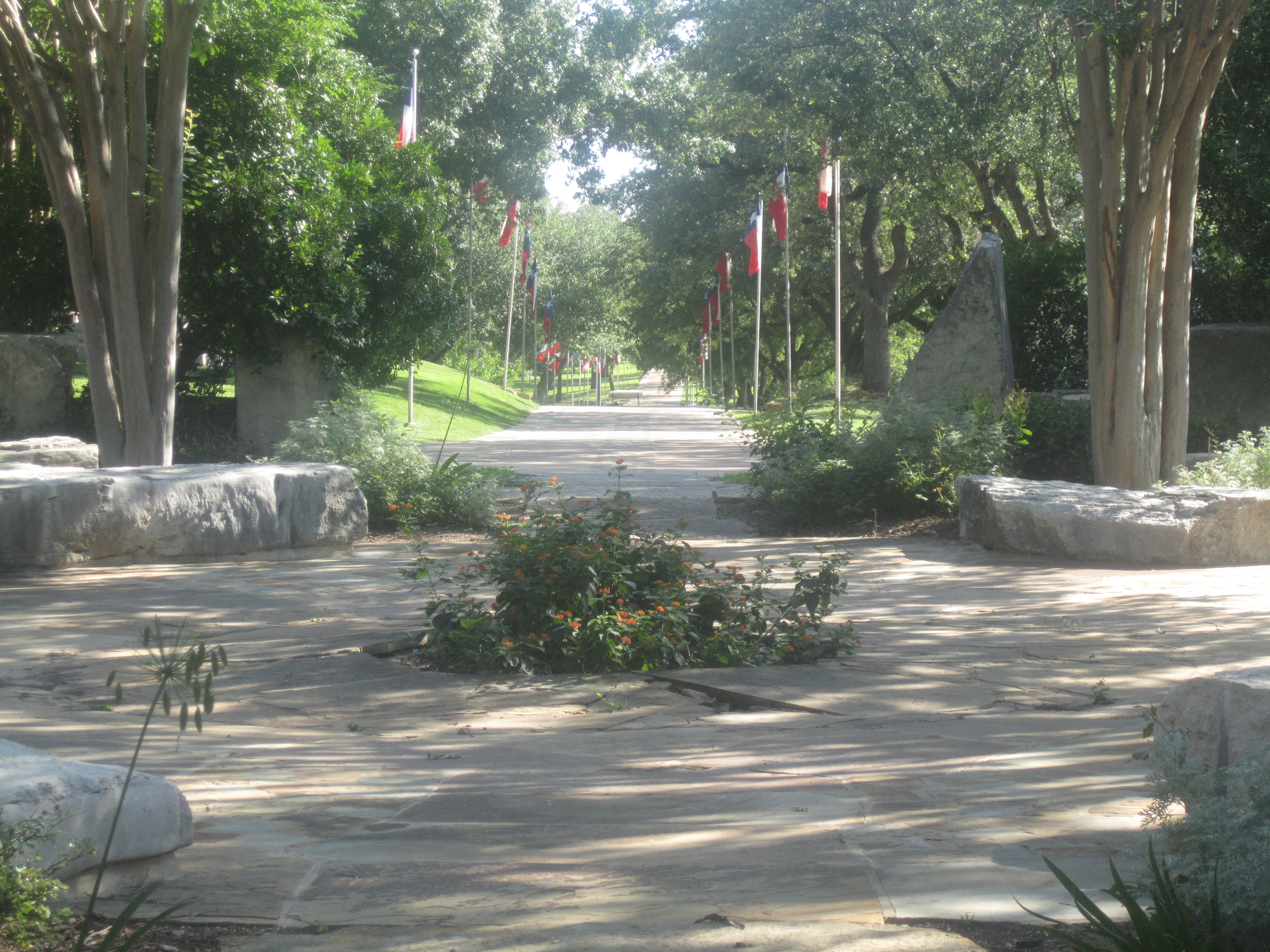
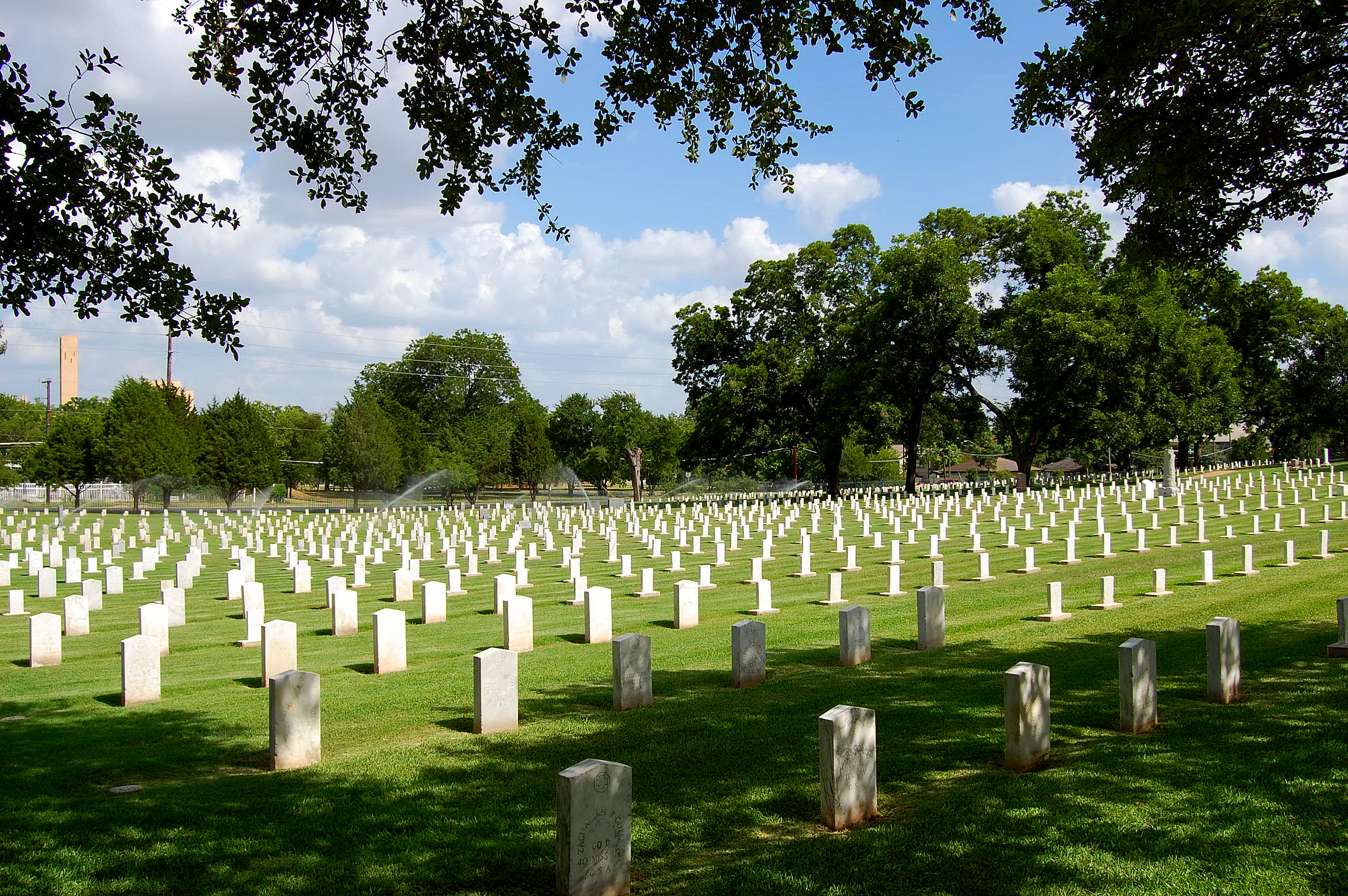
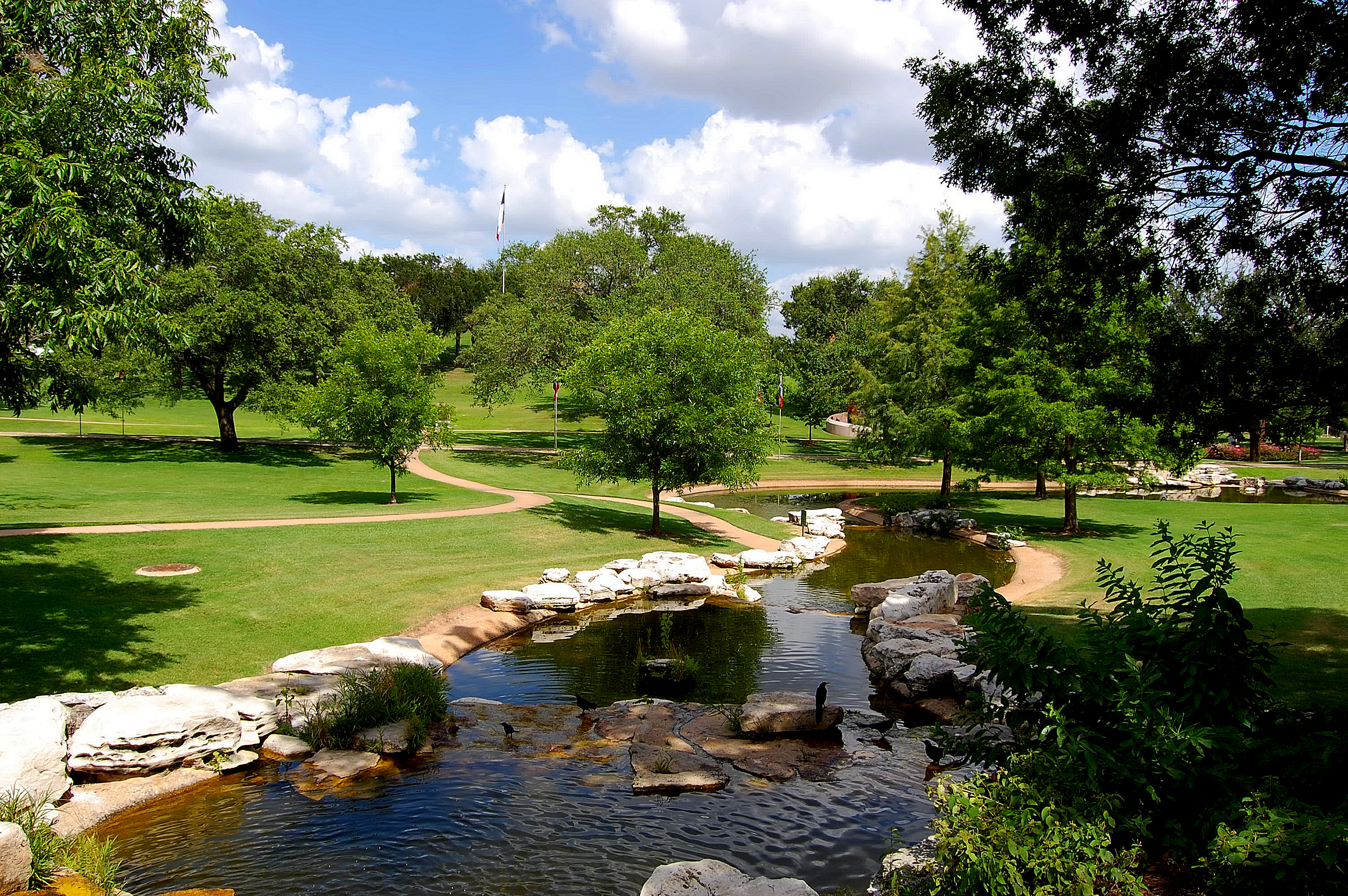
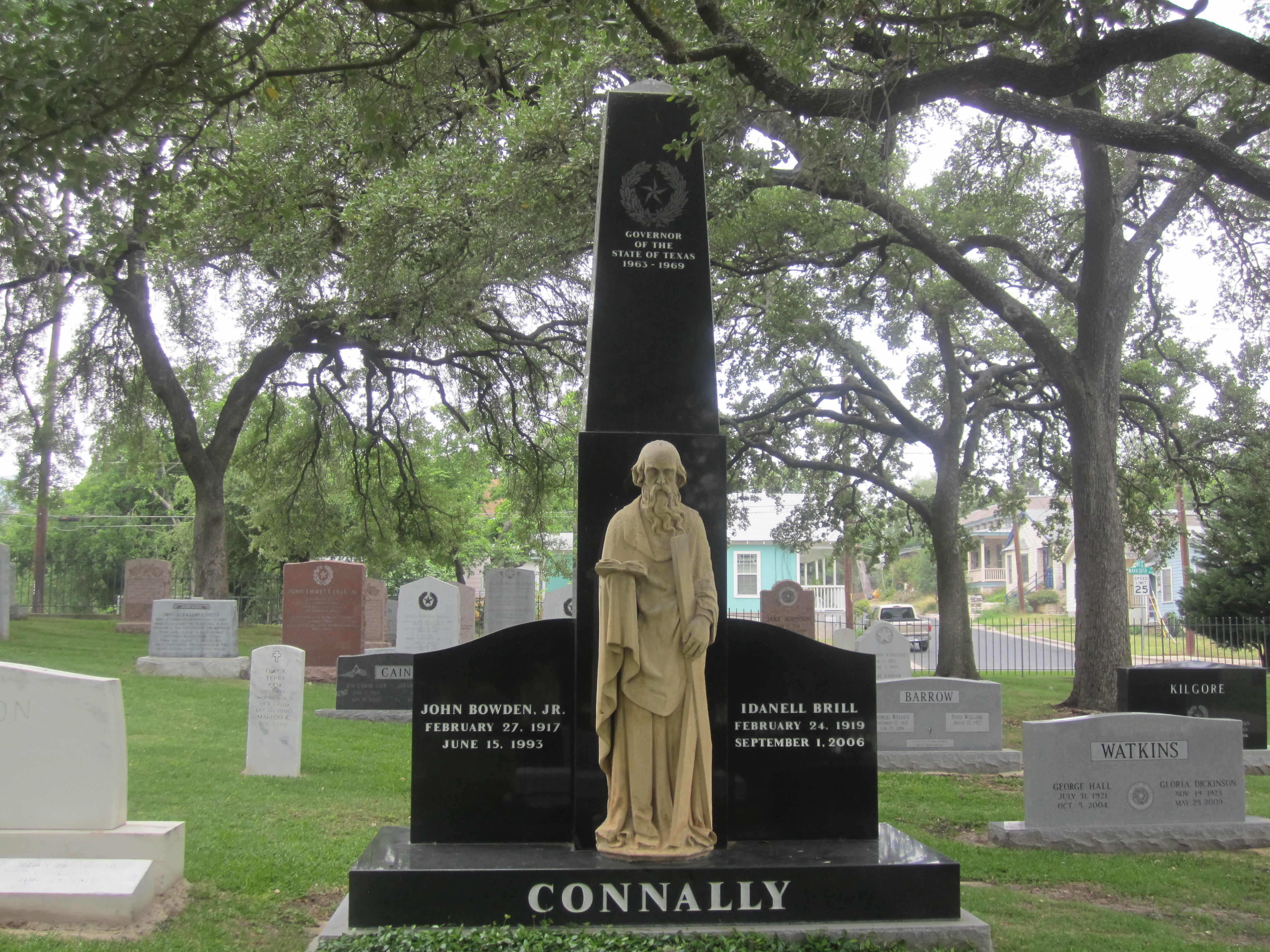
Надгробок Джона Конналлі
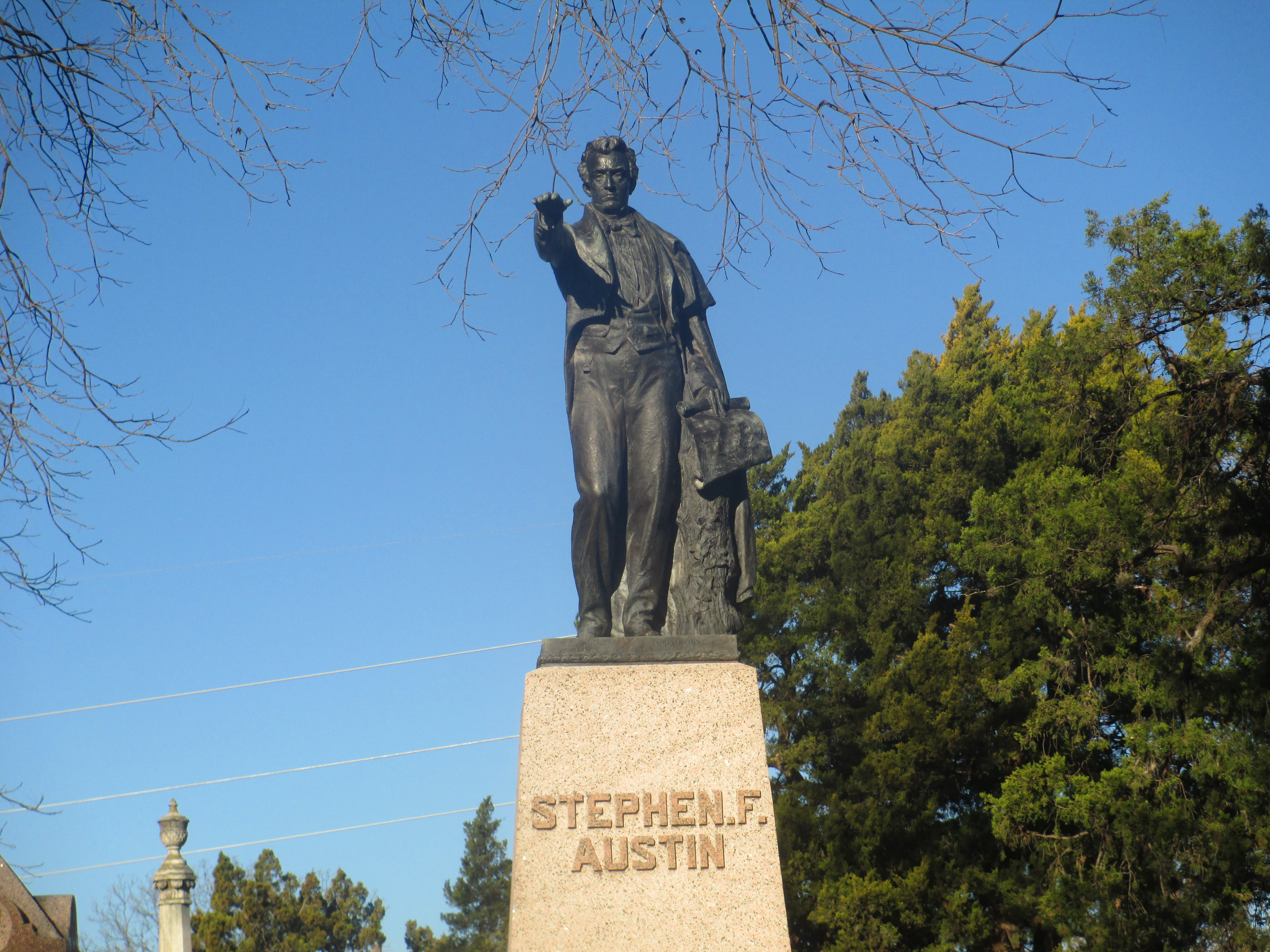
Пам'ятник Стівену Фуллеру Остіну
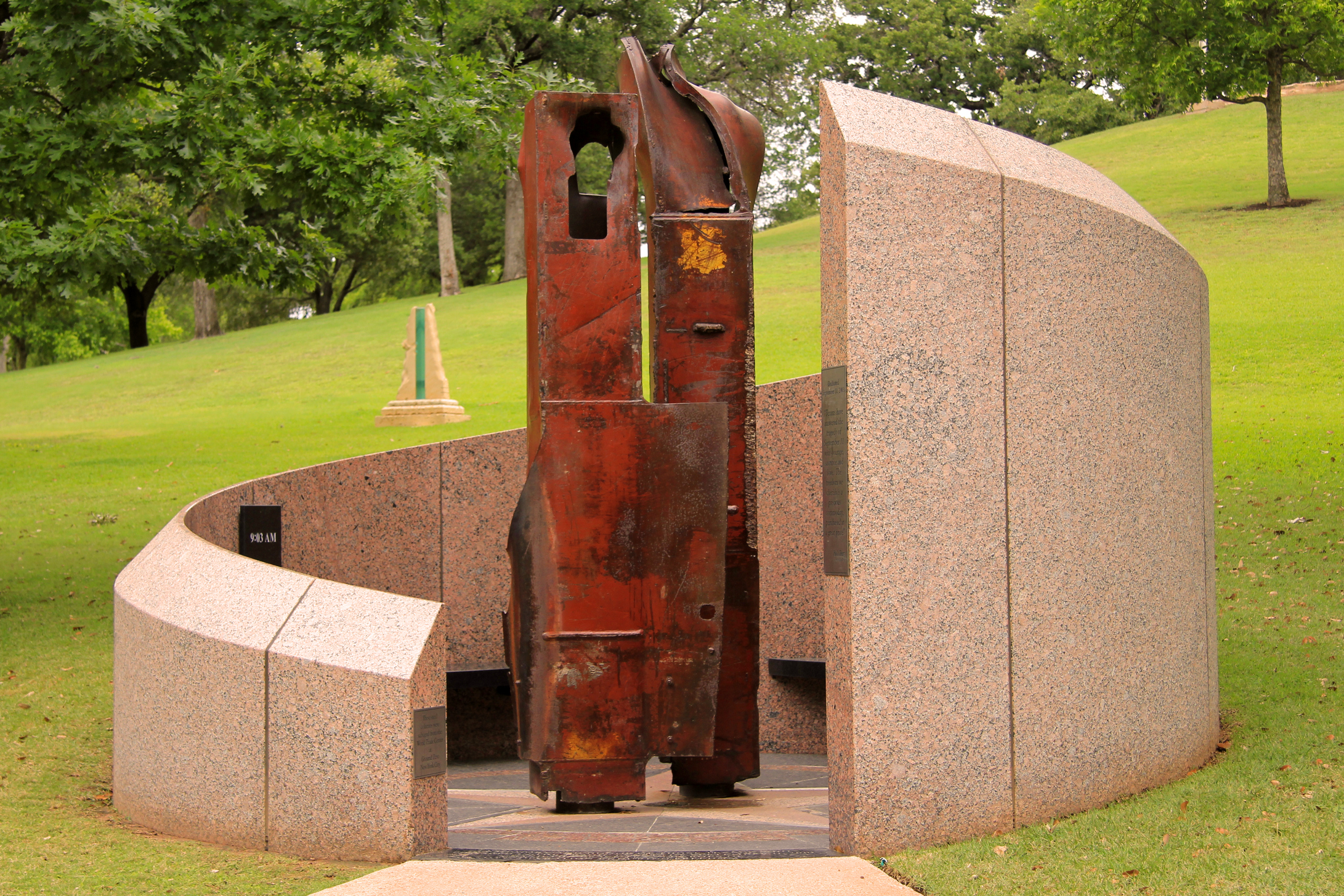
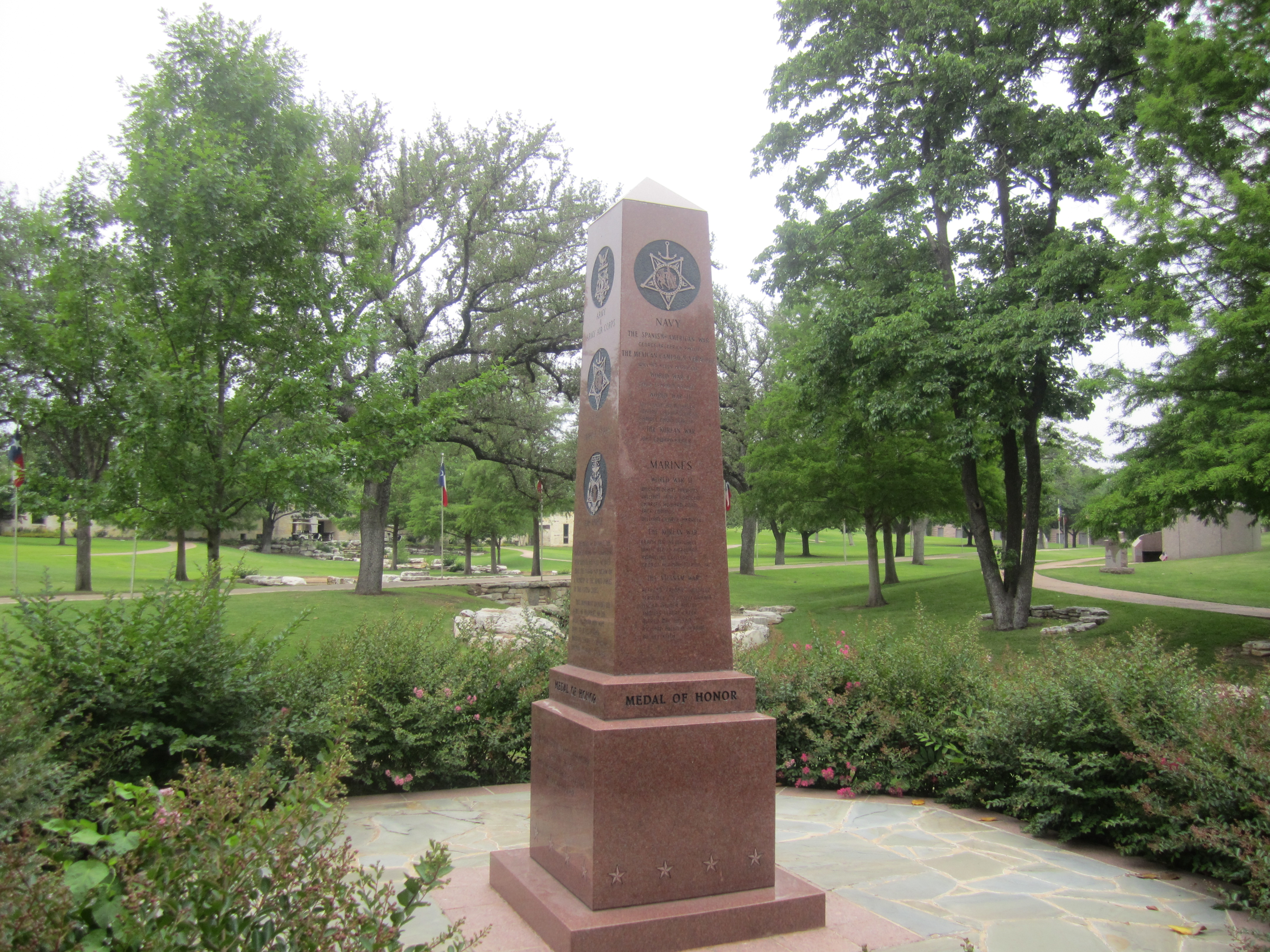
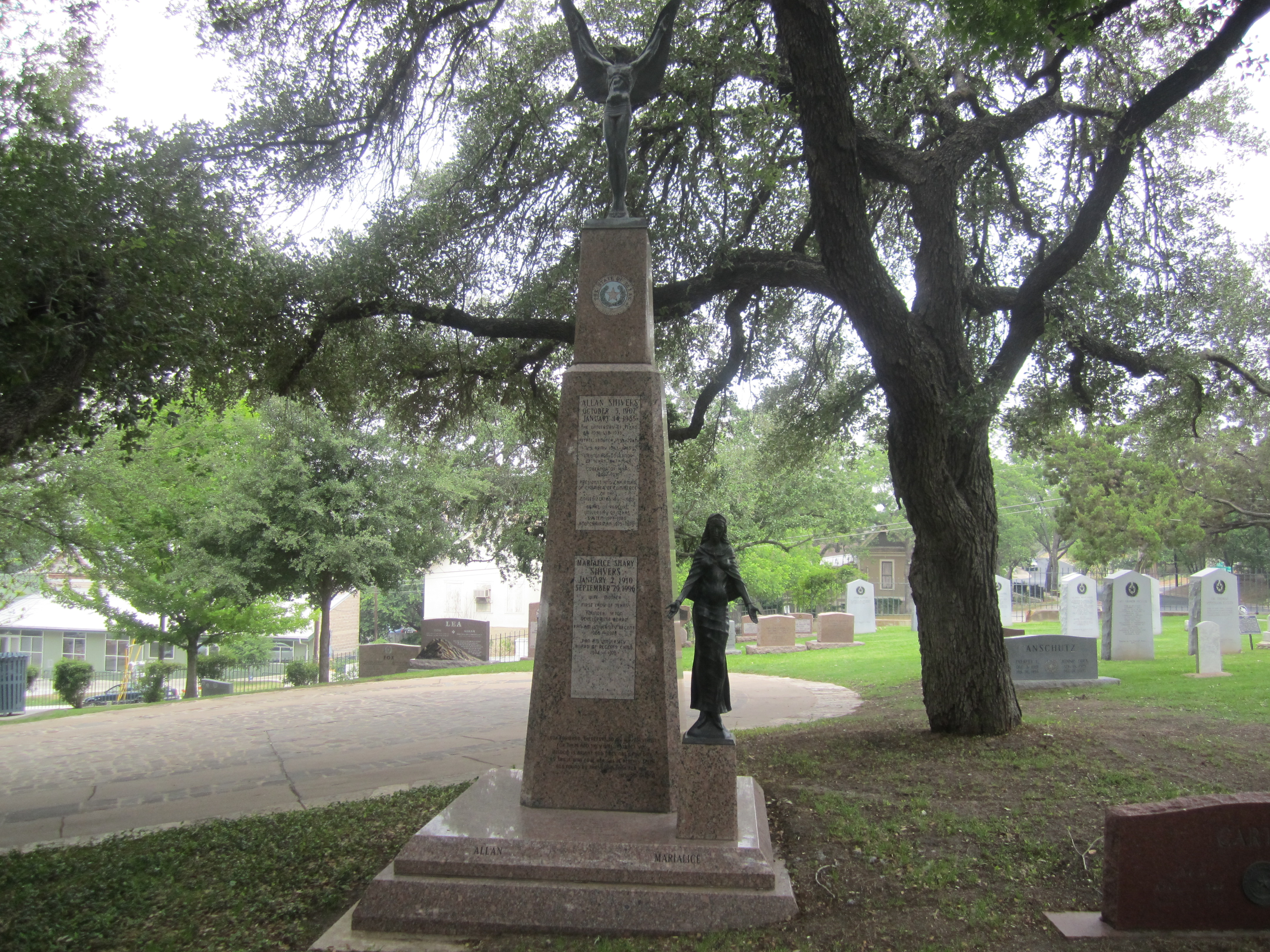
Надгробок Аллана Шіверса
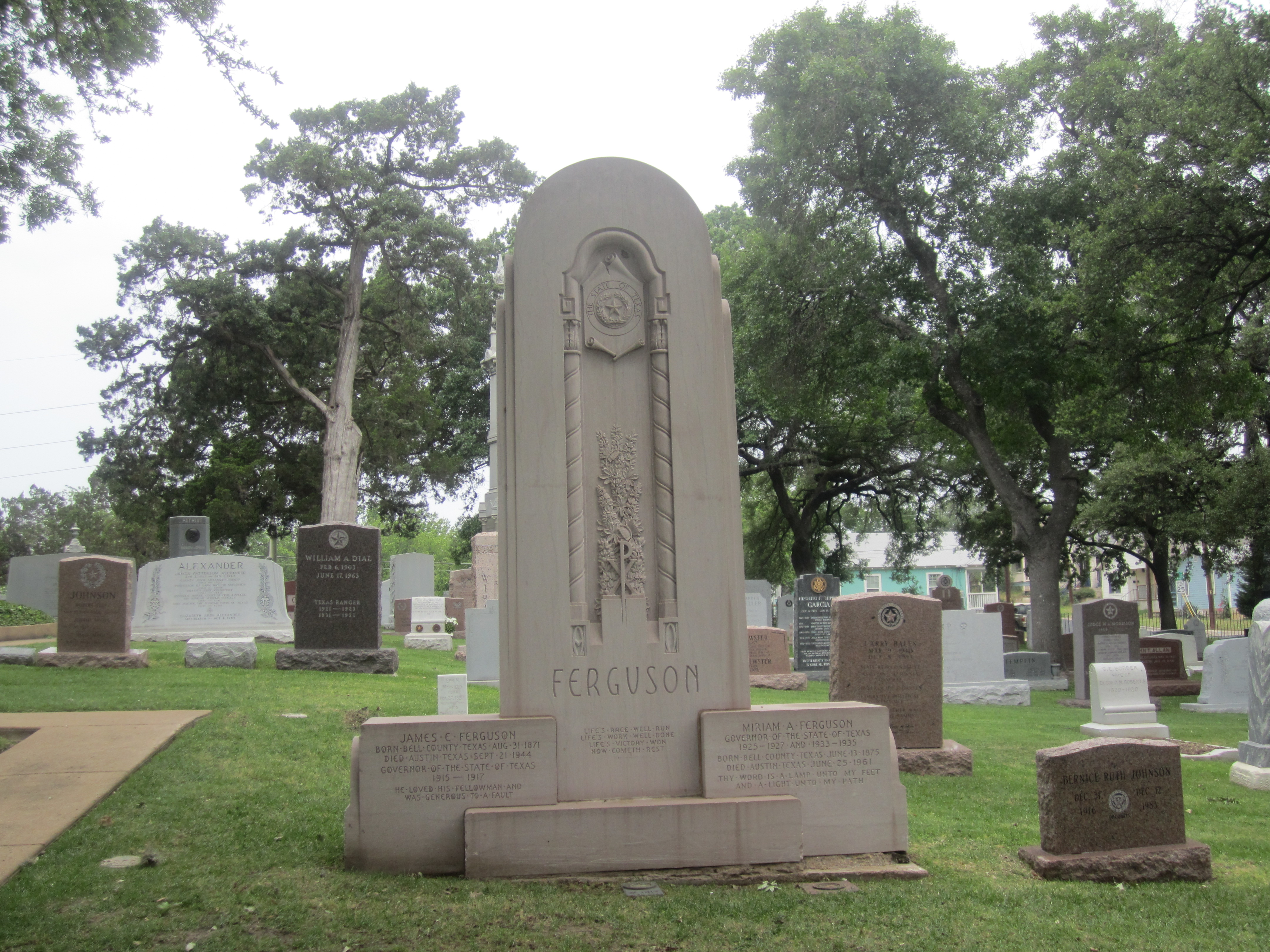
Надгробок Джеймса Едварда Ферґюсона
Могила Альберта Сідні Джонстона